# Kabuyea
Kabuyea é um género monoespecífico de plantas com flor pertencente à família Tecophilaeaceae, cuja única espécie validamente descrita é Kabuyea hostifolia.